# Camporgiano
Camporgiano est une commune italienne de la province de Lucques, en région Toscane.

## Histoire
- Forteresse de Camporgiano (XVe siècle

## Administration
| Période                                  | Période | Identité | Étiquette | Qualité |
| ---------------------------------------- | ------- | -------- | --------- | ------- |
|                                          |         |          |           |         |
| Les données manquantes sont à compléter. |         |          |           |         |

### Hameaux
Filicaia, Poggio, Roccalberti, Casatico, Vitoio, Puglianella, Casciana, Cascianella

### Communes limitrophes
Careggine, Castelnuovo di Garfagnana, Minucciano, Piazza al Serchio, Pieve Fosciana, San Romano in Garfagnana, Vagli Sotto